# Хуан де ла Коса
Хуан де ла Коса († 1510), шпански морепловац, капетан Санта Марије, картограф и истраживач.

## Биографија
Мало се зна о раном животу Хуана де ла Косе, али је до краја петнаестог века био један од најцењенијих шпанских навигатора и картографа. Контроверзе окружују његов живот и каријеру, укључујући место рођења. Документи из касног петнаестог века различито су тумачени да сугеришу да је он рођен било у Пуерто де Санта Марија, граду у заливу Кадиз,или у Пуерто де Сантони, малом селу на обали Кантабрије. Неколико теорија покушава да помири ову неслагање (Балестерос Берета, 1987, и Береиро Меиро, 1970), укључујући једну, сада дискредитовану, која сугерише да су постојала два Хуана де ла Косе (Морисон, 1942).

### Путовања са Колумбом
Као власник и капетан Колумбовог водећег брода Санта Марија, Коза је учествовао у чувеном првом Колумбовом путовању, али је његов брод потонуо крај обале Хиспањоле на Бадње вече 1492. У свом запису у дневнику од 25. децембра 1492. Колумбо је окривио за бродолом капетана брода, оптужујући га за немар и кукавичлук; међутим, Колумбо му је касније помогао да добије одштету од круне за губитак свог брода, доводећи ову оптужбу у питање. На другом Колумбовом путовању у Америку, Коса је наведен као мајстор за израду карата и поморац, а по повратку је остао у Шпанији до 1499. године, када је направио прво од неколико путовања у Тијера Фирме (Јужна Америка). Средином маја 1499. се пријавио као главни пилот за Алонсо де Охеду и истраживао северну обалу од Бока де ла Сијерпе (Змијина уста, јужни улаз у залив Парија) до Кабо де ла Вела на полуострву Гвахира.

### Нова мапа света
Козина историјска рукописна мапа - најранија сачувана европска мапа која приказује део Америке - састављена је по његовом повратку у Шпанију средином јуна 1500. године. О датуму мапе се расправљало, иако су недавна истраживања користећи рендгенске зраке, рефлексију, а анализа ултраљубичастим зрацима показала је да је уписани датум 1500. тачан. Нацртана на пергаменту, оригинална мапа, у Поморском музеју у Мадриду, има димензије 183 к 96 центиметара. Приказује и Стари и Нови свет. Записујући путовања Колумба, Охеде, Америга Веспучија, Мартина Алонса Пинзона и Џона Кабота, између осталих, даје посебан ауторитет Козино учешће у неким од путовања. Мапа показује екватор, оба тропска подручја и меридијан који очигледно одговара линији разграничења успостављеној Уговором из Тордесиљаса из 1494. На западном крају карте, која заузима непознате земље, налази се слика - Свети Христофор носи дете Христа на раменима, за које неки кажу да симболизује Колумба који носи хришћанство на обале Новог света. Испод ове слике је натпис: „Ову мапу је направио Хуан де ла Коса у Пуерто де Санта Марија 1500. године.“

### Походи на Тијера Фирме и трговина робљем
У фебруару 1501, Коза је поново отпловио у Тијера Фирме, као пилот за Родрига де Бастидаса. Ишли су на југ од Кабо де ла Вела истражујући Карамаири и Урабу (северозападну обалу Колумбије), а затим кренули на север дуж источне обале Панаме до близу Пуерто дел Ретрете. Одатле су кренули натраг након трговине са Индијанцима, вративши се у Шпанију у септембру 1502. Коса је била веома цењен од стране шпанске круне. Можда је због његовог утицаја Изабела променила своје противљење ропству; 1503. искључила је староседеоце Картахене и Урабе из краљевске заштите. Њена одлука је понудила изгледе за богатство за Косу, који је недавно именован за главног судског изврштеља (шп. alguacil mayor) Урабе, дајући му удео у потенцијално уносној трговини робљем.
Можда је у замену за такве услуге предузео тајну мисију у Португалу 1503. како би истражио наводне португалске повреде шпанских територијалних претензија на Тијера Фирме. Његова мисија је откривена и на кратко је био затворен. Након пуштања на слободу, Коса се припремио да искористи своје именовање за градоначелника Урабе, иако је стигао на северну обалу Јужне Америке тек крајем 1504. Тамо се придружио експедицији Кристобала Герере, која је неколико месеци раније напустила Шпанију, и извео низ бруталних напада које су осудили чак и њихови савременици. Позивајући се на Косу и Гереру, хроничар из шеснаестог века Гонзало Фернандез де Овиједо каже: „Чини ми се да би овај начин истраживања и размене боље требало назвати пустошењем. Али Шпанцима је враћено истом мером. Смрт, болест и борба узели су тежак данак, а у марту 1506. Коса се вратио у Шпанију са само неколико људи. Овиједо је у овим догађајима видео поуку: „Видите, они који умеју да читају, колико је мало хришћана остало... па да схватите колико кошта ово злато.

### Савет у Бургосу и последњи поход
Године 1508. Козин статус најискуснијег морепловца у Западној Индији је потврђен његовим учешћем (заједно са Веспучијем, Пинзоном и Хуаном Дијазом де Солисом) у Савету у Бургосу. Он је допринео не само својим географским знањем већ и техничком вештином као пилот и картограф. На овом састанку установљени су и функција главног пилота у Кући Трговине у Севиљи и предлог за стварање главне мапе шпанских открића (Падрон Реал).
Хунта је такође одлучила да наметне шпанску власт над Тијера Фирме. У том циљу, експедиција под вођством Алонса Охеде, са Косом као другим командантом, послата је да заузме Урабу крајем 1509. Убрзо након искрцавања 28. фебруара 1510, Коса је предводио лов на робове у унутрашњост, заузевши село по имену Турбако . Индијанци су извршили контранапад, убивши седамдесет Шпанаца, укључујући Косу, чије је тело било изрешетано отровним стрелама. Према Овиједу, ово је била одмазда за његове претходне грехове. Оставио је удовицу и најмање једну ћерку.

## Наслеђе
Хуан де ла Коса је тражио богатство и нашао смрт у Новом свету. Савременици су га ценили због његове вештине, али су га осуђивали због суровости. Лас Касас тврди да је био најискуснији навигатор у Западној Индији. Пијетро Мартире наводи да су његове мапе биле најцењеније у њихово време. Мапа света од 1500. опстаје као један од темељних докумената у раној историји Америке.

## У популарној култури
Коса се појављује као један од протагониста у шпанској серији Конквистадори: Авантура из 2017.